# 西拉雅族原住民身分案
憲法法庭111年憲判字第17號判決（西拉雅族原住民身分案），是2022年（中華民國111年）間由中華民國憲法法庭審理的違憲審查案件。
本案的背景是，屬於臺灣平埔族群的西拉雅族族人萬淑娟等（Uma Talavan），欲依中華民國《原住民身分法》登記為「平地原住民」身分，被原住民族委員會以不符該法第2條對「平地原住民」登記期限規定為由不允許。萬淑娟等人不服，提起行政訴訟，起訴原住民族委員會。審理過程中，臺北高等行政法院第三庭法官認為本案應該適用的《原住民身分法》第2條登記期限規定有違反憲法的疑義，向司法院申請解釋憲法。
案件於2022年6月28日進行言詞辯論，2022年10月28日宣判。憲法法庭認為，憲法所保障的「原住民族」並不限於「山地原住民」、「平地原住民」，具有「民族文化特徵」、「族群認同」及「客觀歷史紀錄」三項判準的其他臺灣南島語族，也屬於「原住民族」。憲法法庭亦認定《原住民身分法》第2條對原住民的定義違反憲法，並要求相關機關於3年內完成修法或另訂新法，否則符合上述標準的民族，可以依其意願，向政府申請認定為原住民族。
判決由大法官黃虹霞主筆，許志雄、黃瑞明、詹森林、黃昭元（謝銘洋加入）、蔡宗珍（林俊益及張瓊文加入）提出協同意見書。15位大法官對於主文罕見地一致同意，至於判決理由，部分大法官如黃昭元未完全認同。

## 案件背景
改制為臺南市之前，原臺灣省臺南縣政府2009年開放西拉雅族人登記為平地原住民，但原住民族委員會函文指出，法定原住民僅限臺灣省政府在1950-1960年代間登記者，否則不可以依照《原住民身分法》規定，申請登記為原住民族。萬淑娟（Uma Talavan）等西拉雅族人不服，起訴原住民族委員會，一審台北高等行政法院判決敗訴，經上訴後，最高行政法院撤銷原判決，發回北高行更審。北高行更一審認為，應該適用的《原住民身分法》第2條（尤其後段）規定原住民族限於特定時間內登記者，才可取得原住民族身分，可能違反憲法對平等權保障的意旨，於是向司法院申請解釋憲法。《憲法訴訟法》施行後，續由憲法法庭審理。

## 判決內容
該案判決主文分為三項，分別是：
1. 依据《中華民國憲法增修條文》第10條第11項及第12項前段所保障的「原住民族」，應包括既存於臺灣的所有臺灣南島語系民族。除了增修條文第4條第1項第2款規定的「山地原住民」及「平地原住民」，只要（1）民族語言、習俗、傳統等文化特徵仍存續，（2）成員仍維持族群認同，且（3）有客觀歷史紀錄可稽的其他臺灣南島語系民族，都可以依照各民族的意願，申請核定為原住民族。該民族所屬成員，可以依法取得原住民身分。
2. 《原住民身分法》第2條對原住民的定義，僅限於「山地原住民」及「平地原住民」，不包含符合上述要件的其他臺灣原住民族，導致這些原住民（族）的身分沒受到中華民國法律的保障。在此範圍內，違反了該國憲法第22條保障原住民（族）身分認同權、憲法增修條文第10條第11項及第12項前段保障原住民族文化等意旨。
3. 相關機關應該於該判決宣示之日起3年內，依照判決的意思，修正《原住民身分法》或另定特別法，就上述同屬南島語系民族的其他臺灣原住民族，他們的認定要件、所屬成員的身分要件及登記程序等事項，給予明文規範。如果在3年內未完成修法或立法，只要是日治時期戶口調查簿其本人或其直系血親尊親屬經註記為「熟」或「平」，釋明其所屬民族語言、習俗、傳統等文化特徵至今依然存續，且其所屬民族成員仍維持族群認同的，在修法或立法完成前，都可以向中央原住民族主管機關（原住民族委員會）申請，依該判決意思認定其民族別。

## 判決理由
判決理由認為，北高行法官聲請釋憲，主要認為相關規定違反憲法第7條保障平等權的意旨。憲法法庭則是認為，該案爭點在於：憲法上所謂的「原住民（族）」應該如何解釋。
對此，憲法法庭認為，由憲法文義及修憲意旨觀察，憲法沒有特別將所欲保護之「原住民族」，限定在《原住民身分法》所稱山地原住民與平地原住民的族群範圍。由臺灣歷史脈絡觀察，除日治時期所稱「高山（砂）族」外，尚有其他南島語系民族（平埔族）存在。
至於如何認定其他南島語系民族，憲法法庭認為，日治時期戶口調查詳盡，就當時戶口調查簿的註記，可作為客觀證明。然而，憲法增修條文特別要保障原住民及原住民族集體身分認同，且其內涵主要就是文化認同，故保障範圍應限縮於文化特徵存續、成員仍有族群認同的民族。

## 大法官意見
憲法法庭由15位大法官組成。本案中，所有大法官罕見地一致同意主文判決立場。判決由大法官黃虹霞主筆，許志雄、黃瑞明、詹森林、黃昭元（謝銘洋加入）、蔡宗珍（林俊益及張瓊文加入）五位大法官提出協同意見書。
對於判決相關規定違憲的理由論述，大法官黃昭元持不同看法。他認為：本案聲請釋憲的法官主張《原住民身分法》第2條第2款有關平地原住民身分認定有登記期限部分，違反憲法的平等原則（憲法第7條）等規定，判決卻是認為第2條欠缺對其他原住民族身分的保障。也就是，本案「聲請法院表面獲得違憲宣告，但提出的違憲理由其實並不成立」，是違憲審查史上的特例。

## 判決影響

### 肯認平埔族群可以被認定為原住民族
憲法法庭判決中，指出一個民族是否屬於臺灣原住民族，有「民族文化特徵」、「族群認同」及「客觀歷史紀錄」三項認定標準。由於《原住民身分法》中，已明文肯認高山族（又分為山地原住民、平地原住民）原住民族身分，本案主要意義是平埔族群可以依此標準申請認定為原住民族。
不過，對於取得原住民（族）身分後，參政權的保障與其他福利、優惠措施，憲法法庭則未予置喙。由於當時中華民國法規範中，對原住民（族）的優惠達一百餘種，憲法法庭交由行政、立法機關自行依照民主程序修法，完善配套。

### 對關係人的影響

#### 對西拉雅族人的影響
判決並未明文支持西拉雅族主張自身為平地原住民族一事，也沒有直接認定他們是原住民族。亦即，西拉雅族並不因此判決，而當然享有憲法增修條文保障的參政權（立法院平地原住民席次）。

#### 促使相關機關修法或立法
憲法法庭要求相關機關，3年內須以《原住民身分法》修法或另定特別法方式，妥善處理對原住民族認定的問題。中華民國中央原住民族事務主管機關原住民族委員會表示，將從速徵集各界意見，依照憲法法庭的意思處理。